# CP/M-86
CP/M-86 est un système d'exploitation dérivé de CP/M pour les processeurs Intel 8086 et 8088. Développé par Digital Research, sa première version date de 1982.

## Ressources bibliographiques
- PC Magazine, 1982-06, "CP/M Arrives", p.43-46
- PC Magazine, 1982-02/03, "Operational Choice", p. 50-53
- The Computer Journal, n° 78, "CP/M enters the 90's", p. 9 et 14
- CP/M for the IBM: using CP/M-86 by Fernandez, Judi N., 1941-; Ashley, Ruth